# Henri Luc
Henri Luc, född 6 januari 1855 i Saint-Omer i departementet Pas-de-Calais, död 25 september 1925 i Paris, var en fransk läkare.
Luc studerade i Lille, Paris och Wien öronläkekonsten och grundlade 1888 med Albert Ruault tidskriften "Archives internationales d'otorhino-laryngologie", där han refererade utländska arbeten på området och meddelat en mängd egna uppsatser och metoder. År 1900 utgav han ett större kliniskt arbete, Leçons sur les suppurations de l'oreille moyenne et des cavités accessoires des fosses nasales et leurs complications intracrâniennes.